# Grantham
|  | for anden brug af navnet Grantham, se Grantham. |
Grantham er en by, i distriktet South Kesteven i Lincolnshire i England.
Byen ligger tæt på en tidligere romervej, for nuværende kaldet Ermine Street, vejens oprindelige navn er ukendt.
BLandt byens attraktioner er Grantham Museum, Grantham House fra 1400-tallet og Grantham Guildhall fra 1800-tallet.

## Personer med tilknytning til Grantham

### Isaac Newton
Isaac Newton gik på latinskole i Grantham.

### Magaret Thatcher
Margaret Thatcher er født og opvokset i byen.

### Første kvindelig politibetjente
Storbritanniens første kvindelige politibetjente, Mary Allen og E.F. Harburn, begyndte deres tjeneste i Grantham d. 27. november 1914.
Mary Allen, der var en tidligere suffragette, havde været anholdt under en demonstration, uden for det britiske underhus.

## Fartrekord ved Grantham
The Mallard har rekorden som hurtigste damplokomotiv. Rekorden blev sat med ca. 202 km/t (126 mph).
Rekorden blev sat 3. juli 1938 på en let faldende strækning ved Stoke Bank, syd for Grantham på East Coast Main Line.